# Barbara Bennett
Barbara Bennett, all'anagrafe Barbara Jane Bennett (Palisades Park, 13 agosto 1906 – Montréal, 8 agosto 1958), è stata un'attrice statunitense.

## Biografia
Nata in una famiglia di attori, figlia di Richard Bennett e di Adrienne Morrison, figlia a sua volta dell'attore teatrale Lewis Morrison, era sorella delle più famose Constance e Joan Bennett. Barbara ebbe meno successo delle sorelle, e infatti girò solo cinque film come attrice e poi due come assistente montatore durante la guerra.
Si sposò tre volte: la prima con il cantante e autore di canzoni Morton Downey con cui girò anche un paio di film. I due si sposarono il 28 gennaio 1929 ed ebbero cinque figli: Lorelle, Michael (adottivo), Anthony, Kevin e infine Morton Downey Jr. che diventerà in seguito un popolarissimo conduttore televisivo, deceduto nel 2001. Il matrimonio con Downey durò fino al 1941, anno del loro divorzio. 
Il secondo matrimonio fu con Addison Randall, anche lui un popolare cantante ma non di jazz, come Downey, bensì di musica western, tanto che Randall era uno dei singing cowboy più noti dell'epoca. Il 16 luglio 1945, Randall moriva: cardiopatico, cadde da cavallo durante le riprese di The Royal Mounted Rides Again, un film dell'Universal ambientato tra le Giubbe Rosse.
Nel 1954 Barbara Bennett si sposò per la terza volta con Laurent Suprenant. Fu l'ultimo marito: nel 1958, quattro anni più tardi, moriva a soli 51 anni per un attacco di cuore, in Canada.

## Filmografia

### Attrice
- The Valley of Decision, regia di Rae Berger (1916)
- Black Jack, regia di Orville O. Dull (1927)
- Syncopation, regia di Bert Glennon (1929)
- Mother's Boy, regia di Bradley Barker (1929)
- Love Among the Millionaires, regia di Frank Tuttle (1930)

### Montaggio
- My Learned Friend, regia di Basil Dearden, Will Hay (1943) - assistente al montaggio (non accreditata)
- I figli del mare (Johnny Frenchman), regia di Charles Frend (1945) - assistente al montaggio